# 螳螂跌打
螳螂跌打（学名：Pothos scandens）为天南星科石柑属的植物。分布在安达曼群岛、斯里兰卡、孟加拉、菲律宾、马来半岛、中南半岛、苏门答腊、加里曼丹、爪哇以及中国大陆的云南等地，生长于海拔200米至1,000米的地区，多生在河漫滩雨林、平坝、山坡及季雨林中。

## 别名
硬骨散（思茅） “歪淋”（傣族语）